# Grande Mancha Escura

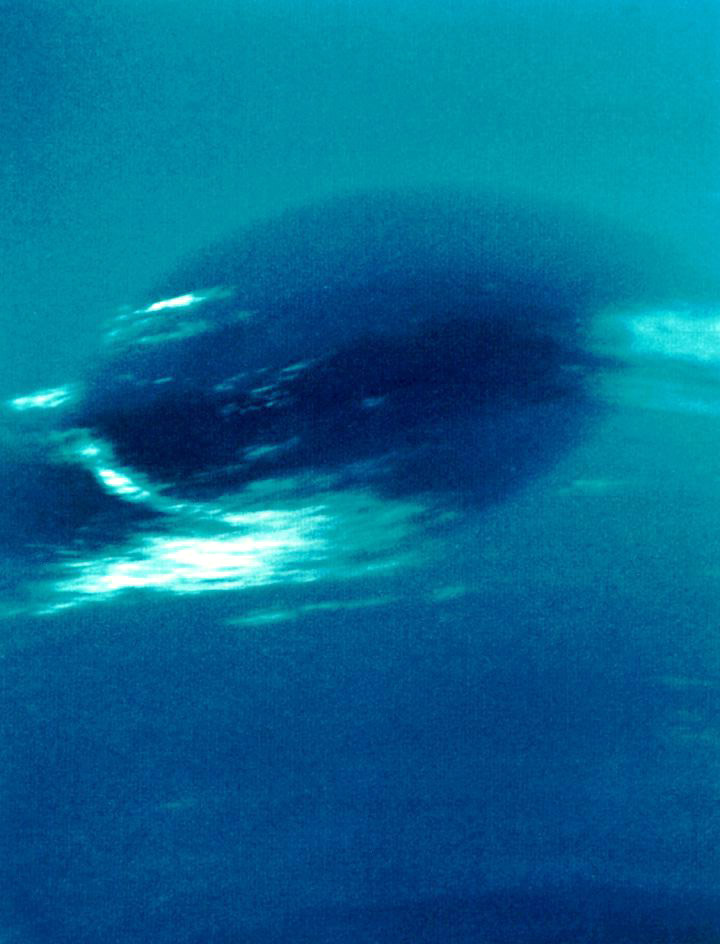
Vista da Grande Mancha Escura, obtida pela Voyager 2 em 1989. A Grande Mancha Escura tem muitas semelhanças com a Grande Mancha Vermelha de Júpiter.

A Grande Mancha Escura (em inglês Great Dark Spot, ou simplesmente GDS-89) é uma mancha escura em Netuno similar em aparência à Grande Mancha Vermelha de Júpiter. A primeira vez em que foi observada foi em 1989 pela sonda espacial da NASA Voyager 2. Assim como a mancha jupiteriana, esta é uma tempestade anticiclônica. Entretanto, o interior da Grande Mancha Escura é relativamente livre de nuvens, e diferentemente de Júpiter, cuja mancha sobrevive por centenas de anos, a grande mancha de Netuno aparenta ser muito breve, formando-se e dissipando-se em poucos anos.

## Características
A sombria e elíptica mancha (com dimensões iniciais de 13.000 x 6.600 km) possui quase o mesmo tamanho da Terra, e é aparentemente similar à Grande Mancha Vermelha de Júpiter. Em torno da Grande Mancha Escura, os ventos são registrados a 2400 quilômetros por hora (1,96 Mach), correspondendo aos ventos mais velozes do Sistema Solar. Pensa-se que a Grande Mancha Escura seja um "buraco" na atmosfera de Netuno, preenchido por uma nuvem de metano. O buraco já foi observado em diferentes momentos com diferentes ângulos e tamanhos.
A Grande Mancha Escura foi gerada através de largas nuvens brancas estacionadas dentro ou abaixo do nível da tropopausa, similar as nuvens cirrus encontradas em altas altitudes na Terra. Porém, diferente das nuvens da Terra, das quais são compostas de cristais de gelo de água, as nuvens cirrus de Netuno são compostas de cristais de gelo de metano. E enquanto as nuvens cirrus terrestres comumente se formam e dispersam em um período de poucas horas, as nuvens da Grande Mancha Escura permanecem presentes depois de decorrido 36 horas, ou dois dias netunianos.
As manchas escuras de Netuno costumam ocorrer na tropopausa a baixas altitudes. Como estas nuvens apresentam características estáveis que podem perdurar por vários meses, elas são consideradas estruturas de vórtices.

## Desaparecimento
Quando a Grande Mancha Escura foi fotografada novamente pelo Telescópio Espacial Hubble em novembro de 1994, ela tinha desaparecido completamente, levando os astrônomos a acreditar que ela devia ter sido coberta completamente ou desaparecido. A persistência de rotação das nuvens ao redor mostrou que estas manchas escuras continuam a existir como ciclones, embora estes não sejam mais visíveis por deixarem de ser escuros. Manchas escuras podem dissipar-se quando elas migram para perto do equador, ou possivelmente sob algum outro mecanismo desconhecido.
Entretanto, uma mancha quase idêntica emergiu no hemisfério norte de Netuno. Esta nova mancha, chamada de Grande Mancha Escura do Norte (em inglês: Northern Great Dark Spot), foi visível por muitos anos.